# Liste der Baudenkmale in Küsten
In der Liste der Baudenkmale in Küsten sind alle Baudenkmale der niedersächsischen Gemeinde Küsten aufgelistet. Der Stand der Liste ist der 9. Oktober 2021. Die Quelle ist der Denkmalatlas Niedersachsen.

## Allgemein
In den Spalten befinden sich folgende Informationen:
- Lage: die Adresse des Baudenkmales und die geographischen Koordinaten. Kartenansicht, um Koordinaten zu setzen. In der Kartenansicht sind Baudenkmale ohne Koordinaten mit einem roten Marker dargestellt und können in der Karte gesetzt werden. Baudenkmale ohne Bild sind mit einem blauen Marker gekennzeichnet, Baudenkmale mit Bild mit einem grünen Marker.
- Bezeichnung: Bezeichnung des Baudenkmales
- Beschreibung: die Beschreibung des Baudenkmales. Unter § 3 Abs. 2 NDSchG werden Einzeldenkmale und unter § 3 Abs. 3 NDSchG Gruppen baulicher Anlagen und deren Bestandteile ausgewiesen.
- ID: die Objekt-ID des Baudenkmales
- Bild: ein Bild des Baudenkmales, ggf. zusätzlich mit einem Link zu weiteren Fotos des Baudenkmals im Medienarchiv Wikimedia Commons. Wenn man auf das Kamerasymbol klickt, können Fotos zu Baudenkmalen aus dieser Liste hochgeladen werden:

## Küsten
Küsten liegt etwa sechs Kilometer westlich von Lüchow. Der Ortskern wird von dem Rest eines Rundlings gebildet. Hier befinden sich die Kirche und das Pfarrhaus (Nr. 14) am Eingang zum Rundling. Durch den Ort läuft die B 493, es ist die alte Poststraße Lüchow–Uelzen. Im Jahre 1904 brannte ein großer Teil des Rundlings bei einem Großbrand ab. Alle Baudenkmale liegen an der Straße „An der Kirche“.

### Gruppe baulicher Anlagen in Küsten
| Lage                                   | Bezeichnung                      | Beschreibung                                                                                        | ID       | Bild |
| -------------------------------------- | -------------------------------- | --------------------------------------------------------------------------------------------------- | -------- | ---- |
| Nr. 11, 12 52° 58′ 35″ N, 11° 3′ 50″ O | Baudenkmalgruppe Rundling Küsten | Der Dorfplatz bildet den Rest des alten Rundlings, die südlichen Höfe waren Teil dieses Rundlinges. | 30827238 |      |

### Einzeldenkmale in Küsten
| Lage                                         | Bezeichnung                      | Beschreibung | ID       | Bild           |
| -------------------------------------------- | -------------------------------- | --- | -------- | -------------- |
| Ortsmitte 52° 58′ 35″ N, 11° 3′ 55″ O        | Kirche mit umgebender Grünanlage | Neogotische Kirche von 1865, Innengestaltung von 1998 durch Jürgen Goertz | 30854940 | Weitere Bilder |
| An der Kirche 1 52° 58′ 36″ N, 11° 3′ 53″ O  | Wohnhaus                         | Eingeschossiger Backsteinbau mit ausgebautem Dachgeschoss unter Satteldach in Biberschwanzdoppeldeckung; außer Hofseite allseits weißer Putz im Wechsel mit Sichtmauerwerk. Errichtet um 1905 und zur Hauptstraße ausgerichtet               | 30854958 |                |
| An der Kirche 6 52° 58′ 36″ N, 11° 3′ 47″ O  | Wohnhaus                         | Zweigeschossiger Fachwerkbau mit Backsteinausfachung unter Walmdach in Schieferdeckung; dreiachsiger, zweigeschossiger Mittelrisalit in der Ostfassade; im Westen angebautes Wirtschaftsgebäude. Errichtet 1906 nach einem Großbrand im Ort. | 30855053 | BW             |
| An der Kirche 11 52° 58′ 34″ N, 11° 3′ 48″ O | Wohn- und Wirtschaftsgebäude     | Zum Dorfplatz giebelständiges Dreiständerhaus von 1777 in Fachwerk mit Backsteinausfachung und unter ungleichhüftigem Satteldach, ältestes Gebäude des Ortes.                                                                                | 30855032 |                |
| An der Kirche 12 52° 58′ 33″ N, 11° 3′ 51″ O | Wohn- und Wirtschaftsgebäude     | Zum Dorfplatz giebelständiges Vierständerhaus in Fachwerk mit Backsteinausfachung; unter Satteldach. Errichtet 1858 (i). | 30855013 | BW             |
| An der Kirche 14 52° 58′ 35″ N, 11° 3′ 55″ O | Gemeindehaus                     | Vierständerhaus von 1793 | 30854976 |                |

## Belitz
Belitz liegt etwa sechs Kilometer nordwestlich von Lüchow. Der Ort ist ein Rundling, die einzige Zufahrt ist von Osten. Veränderungen im Ort hat es wenige gegeben.

### Gruppe baulicher Anlagen in Belitz
| Lage                                       | Bezeichnung     | Beschreibung | ID       | Bild           |
| ------------------------------------------ | --------------- | --- | -------- | -------------- |
| Nr. 2, 3, 4, 5 52° 59′ 37″ N, 11° 4′ 26″ O | Rundling Belitz | Der Rundling belitz ist in seiner Struktur original erhalten und besitzt nur einen einzigen östlichen Ortszugang. Vom Baubestand her sind die Hofanlagen südlich des Dorfplatzes überkommen. Die vier erhaltenen Wohn-/Wirtschaftsgebäude der Hofanlagen Nr. 2, 3, 4 und 5 stehen giebelständig zum Dorfplatz und stammen aus dem 19. Jahrhundert. Hinzu kommt ein massives Stallgebäude (Hofanlage Belitz Nr. 3) aus der Zeit um 1900. | 35789589 | Weitere Bilder |

### Einzeldenkmale in Belitz
| Lage                              | Bezeichnung                  | Beschreibung | ID       | Bild |
| --------------------------------- | ---------------------------- | --- | -------- | ---- |
| Nr. 2 52° 59′ 37″ N, 11° 4′ 29″ O | Wohn- und Wirtschaftsgebäude | Zum Dorfplatz giebelständiges Vierständerhaus in Fachwerk mit Backsteinausfachung; unter Satteldach; Halbwalm mit Uhlenloch am Wohngiebel. Errichtet 1831 (i).             | 30855977 | BW   |
| Nr. 3 52° 59′ 36″ N, 11° 4′ 27″ O | Wohn- und Wirtschaftsgebäude | Zum Dorfplatz giebelständiges Vierständerhaus in Fachwerk mit Backsteinausfachung; unter Satteldach; großes Zwerchhaus in der westlichen Dachfläche. Errichtet 1883 (i).   | 30855959 | BW   |
| Nr. 3 52° 59′ 36″ N, 11° 4′ 26″ O | Stall                        | Langgestreckter Backsteinbau unter ziegelgedecktem Satteldach. Zwei Aufzugserker. Errichtet um 1900.                                                                       | 35789680 | BW   |
| Nr. 4 52° 59′ 37″ N, 11° 4′ 25″ O | Wohn- und Wirtschaftsgebäude | Zum Dorfplatz giebelständiger Wirtschaftsteil des ehemaligen Wohn-/Wirtschaftsgebäudes in Fachwerk mit Backsteinausfachung. Errichtet 1825 (i).Es ist ein Vierständerhaus. | 30855938 | BW   |
| Nr. 5 52° 59′ 36″ N, 11° 4′ 22″ O | Wohn- und Wirtschaftsgebäude | Zum Dorfplatz giebelständiges Vierständerhaus in Fachwerk mit Backsteinausfachung; unter Satteldach. Errichtet 1882 (i).                                                   | 30855920 | BW   |

## Göttien
Göttien liegt nordwestlich von Lüchow im Niederen Drawehn. Göttien ist ein gut erhaltener Rundling, das betrifft die Bausubstanz, die Struktur des Ortes und den Baumbestand. Die Häuser sind im 18. und 19. Jahrhundert erbaut. Am 4. Oktober 1847 brannte die Höfe 8, 9, 10, 11, 12 ab, sie wurden dann wieder aufgebaut. Der gesamte Rundling ist ein Baudenkmal.

### Gruppe baulicher Anlagen in Göttien
| Lage | Bezeichnung                                                                        | Beschreibung | ID       | Bild           |
| --- | ---------------------------------------------------------------------------------- | --- | -------- | -------------- |
| Nr. 1, 2, 2a, 5, 6, 8, 9, 10, 11, 12, 16, 18, 19, 20, 21, 22, 24, 25, 25a, 25b 52° 59′ 22″ N, 11° 4′ 0″ O | Rundling mit Zufahrt, Dorfplatz, den anliegenden Höfen sowie dem alten Baumbestand | Das Rundlingsdorf Göttien gehört zu den am besten erhaltenen Rundlingen des Landkreises Lüchow-Dannenberg. Die meisten Parzellen sind noch mit den originalen Hallenhäusern des 18. und 19. Jahrhunderts besetzt, dazu gehören einige Nebengebäude wie Scheunen und Ställe. Die Bauten östlich des Dorfplatzes entstanden einheitlich nach einem Dorfbrand 1847. | 30827249 | Weitere Bilder |

### Einzeldenkmale in Göttien
| Lage                                | Bezeichnung                  | Beschreibung | ID       | Bild |
| ----------------------------------- | ---------------------------- | --- | -------- | ---- |
| Nr. 1 52° 59′ 23″ N, 11° 3′ 54″ O   | Wohn- und Wirtschaftsgebäude | Querdielenhaus in Fachwerk mit Backsteinausfachung unter ziegelgedecktem Sattel- bzw. Krüppelwalmdach. Errichtet in der zweiten Hälfte des 19. Jahrhunderts. | 30855478 | BW   |
| Nr. 2 52° 59′ 24″ N, 11° 3′ 56″ O   | Wohn- und Wirtschaftsgebäude | Vierständerhaus in Fachwerk mit Backsteinausfachung und unter Satteldach in Hohlpfannen- und Biberschwanzkronendeckung. Errichtet 1837 (i). | 30855862 | BW   |
| Nr. 2a 52° 59′ 24″ N, 11° 3′ 55″ O  | Nebengebäude                 | Aneinandergebaute Gruppe von drei Gebäuden, alle unter ziegelgedeckten Satteldächern: An das Haupthaus anschließend ein Fachwerkgebäude mit Durchfahrt, danach ein höheres und ein niedrigeres Backsteingebäude, letzteres als Stall genutzt. Errichtet um 1900.                                         | 35518578 | BW   |
| Nr. 2 52° 59′ 25″ N, 11° 3′ 56″ O   | Scheune                      | Längsscheune im nördlichen Bereich der Hofanlage. Fachwerkbau mit Backsteinausfachung in Vierständerkonstruktion und unter Satteldach in Hohlpfannendeckung; aufwändig verzimmerte Giebel. Errichtet in der Mitte des 18. Jahrhunderts.                                                                  | 30855841 | BW   |
| Nr. 2 52° 59′ 25″ N, 11° 3′ 57″ O   | Remise                       | Einstöckiger Fachwerkbau unter ziegelgedecktem Satteldach. Hofseitig drei Einfahrtstore (eine Durchfahrt). Ostseitig an Scheune angebaut. Errichtet in der zweiten Hälfte des 19. Jahrhunderts. | 35518601 | BW   |
| Nr. 2 52° 59′ 24″ N, 11° 3′ 57″ O   | Scheune                      | Längsscheune im nordöstlichen Bereich der Hofanlage; Fachwerkbau mit Backsteinausfachung in Vierständerkonstruktion und unter Satteldach in Hohlpfannendeckung; aufwändig verzimmerter Südgiebel. Errichtet Ende des 18. Jahrhunderts.                                                                   | 30855820 | BW   |
| Nr. 5 52° 59′ 24″ N, 11° 3′ 59″ O   | Wohn- und Wirtschaftsgebäude | Zum Dorfplatz giebelständiges Vierständerhaus mit Backsteinausfachungen unter Satteldach. Errichtet 1833 (i). | 30854334 | BW   |
| Nr. 6 52° 59′ 24″ N, 11° 4′ 0″ O    | Wohn- und Wirtschaftsgebäude | Zum Dorfplatz giebelständiges Vierständerhaus in Fachwerk mit Backsteinausfachung und unter Satteldach. Errichtet 1833 (i). | 30855762 | BW   |
| Nr. 8 52° 59′ 25″ N, 11° 4′ 2″ O    | Wohn- und Wirtschaftsgebäude | Vom Dorfplatz zurückliegendes, trotzdem zu ihm giebelständig ausgerichtetes Vierständerhaus in Fachwerk mit Backsteinausfachung; unter Satteldach. Errichtet 1848 (i). | 30855741 | BW   |
| Nr. 8 52° 59′ 27″ N, 11° 4′ 5″ O    | Scheune                      | Fachwerkbau mit Backsteinausfachung; mit außermittiger Längsdiele und dritter mittiger Ständerreihe. Rückwärtige Erweiterung mit Querdiele; unter Satteldach, z.T. mit Zementplattendeckung. Errichtet 1834. Gehörte ehemals zur Hofanlage Nr. 9.                                                        | 35518655 | BW   |
| Nr. 9 52° 59′ 25″ N, 11° 4′ 4″ O    | Wohn- und Wirtschaftsgebäude | Vom Dorfplatz zurückliegendes, dennoch zu ihm giebelständig ausgerichtetes Vierständerhaus in Fachwerk mit Backsteinausfachung und unter Satteldach in Hohlpfannendeckung. Errichtet 1847 (i). | 30855720 | BW   |
| Nr. 9 52° 59′ 25″ N, 11° 4′ 5″ O    | Stall                        | Anderthalbgeschossiger Fachwerkbau mit Backsteinausfachung, unter Satteldach in Zementplattendeckung. Errichtet in der ersten Hälfte des 19. Jahrhunderts. | 35518674 | BW   |
| Nr. 10 52° 59′ 24″ N, 11° 4′ 3″ O   | Wohn- und Wirtschaftsgebäude | Zum Dorfplatz giebelständiges Vierständerhaus in Fachwerk mit Backsteinausfachung und unter Halbwalmdach in Hohlpfannendeckung; völlig zu Wohnzwecken ausgebaut. Errichtet 1883 (i). | 30855699 | BW   |
| Nr. 10 52° 59′ 24″ N, 11° 4′ 6″ O   | Scheune                      | Giebelständiger Fachwerkbau teils mit Backsteinausfachung, teils mit Lehmstakung unter Satteldach. Ausmittige Längsdurchfahrt. Errichtet in der Mitte des 19. Jahrhunderts. | 35518695 | BW   |
| Nr. 11 52° 59′ 23″ N, 11° 4′ 3″ O   | Wohn- und Wirtschaftsgebäude | Zum Dorfplatz giebelständiges Vierständerhaus in Fachwerk mit Backsteinausfachung und unter Satteldach in Hohlpfannendeckung. Wohnende zweigeschossig erweitert, Wirtschaftsgiebel zurückgebaut durch nachträgliche Ergänzung eines Tores. Errichtet in der Mitte des 19. Jahrhunderts.                  | 30855680 | BW   |
| Nr. 11 52° 59′ 22″ N, 11° 4′ 5″ O   | Scheune                      | Fachwerkbau mit Backsteinausfachung; mit mittiger Durchfahrt unter Satteldach. Errichtet 1850 (i). | 35518716 | BW   |
| Nr. 12 52° 59′ 22″ N, 11° 4′ 3″ O   | Wohn- und Wirtschaftsgebäude | Zum Dorfplatz giebelständiges Vierständerhaus in Fachwerk mit Backsteinausfachung und unter Satteldach in Hohlpfannendeckung. Errichtet 1885 (i). | 30855661 | BW   |
| Nr. 12 52° 59′ 21″ N, 11° 4′ 6″ O   | Scheune                      | Fachwerkbau mit Backsteinausfachung; mit ausmittiger Durchfahrt unter Satteldach. Errichtet in der zweiten 2. Hälfte des 19. Jahrhunderts. | 35518741 | BW   |
| Nr. 16 52° 59′ 21″ N, 11° 3′ 57″ O  | Wohn- und Wirtschaftsgebäude | Zum Dorfplatz giebelständiges Vierständerhaus in Fachwerk mit Backsteinausfachung und unter Satteldach in Zementplattendeckung. Errichtet 1839 (i).. | 30855640 | BW   |
| Nr. 18 52° 59′ 21″ N, 11° 3′ 57″ O  | Wohn- und Wirtschaftsgebäude | Zum Dorfplatz giebelständiges Vierständerhaus in Fachwerk mit Backsteinausfachung; unter Satteldach; Halbwalm mit Uhlenloch am Wohngiebel. Errichtet 1831 (i). | 30855598 | BW   |
| Nr. 19 52° 59′ 20″ N, 11° 3′ 56″ O  | Scheune                      | Fachwerkbau mit Backsteinausfachung, in Vierständerkonstruktion und unter Satteldach; allseitig neue Fenstereinbauten; zu Wohnzwecken umgenutzt. Errichtet 1867 (i). | 30855577 | BW   |
| Nr. 20 52° 59′ 21″ N, 11° 3′ 55″ O  | Wohn- und Wirtschaftsgebäude | Weit zurückliegendes, zum Dorfplatz giebelständig ausgerichtetes Zweiständerhaus in Fachwerk mit Backsteinausfachung unter ziegelgedecktem Satteldach. Wirtschaftsgiebel 1636 (i), die übrigen Bauteile im 19. Jahrhundert erneuert. Einzelne Dachhölzer von einem Vorgängerbau von 1502 (d) übernommen. | 35518800 | BW   |
| Nr. 21 52° 59′ 22″ N, 11° 3′ 57″ O  | Wohn- und Wirtschaftsgebäude | Zum Dorfplatz giebelständiges Zweiständerhaus in Fachwerk mit Backsteinausfachung; unter Satteldach; Halbwalm mit Uhlenloch am Wohngiebel. Errichtet 1806 (i). | 30855556 | BW   |
| Nr. 21 52° 59′ 22″ N, 11° 3′ 56″ O  | Stall                        | Fachwerkgebäude mit Backsteinausfachung unter ziegelgedecktem Satteldach. Errichtet in der zweiten Hälfte des 19. Jahrhunderts. | 35518771 | BW   |
| Nr. 22 52° 59′ 22″ N, 11° 3′ 55″ O  | Speicher                     | Fachwerkgebäude mit Backsteinausfachung, in Ankerbalkenkonstruktion unter Satteldach. Zu Wohnzwecken ausgebaut. Errichtet im 19. Jahrhundert. | 36838966 | BW   |
| Nr. 24 52° 59′ 22″ N, 11° 3′ 53″ O  | Wohn- und Wirtschaftsgebäude | Giebelständiges Vierständerhaus in Fachwerk mit Backsteinausfachung; unter Satteldach. Errichtet 1830 (i). | 30855535 | BW   |
| Nr. 25 52° 59′ 22″ N, 11° 3′ 52″ O  | Wohn- und Wirtschaftsgebäude | Giebelständiges Vierständerhaus in Fachwerk mit Backsteinausfachung und unter Satteldach in Hohlpfannendeckung; diverse Anbauten. Errichtet 1826 (i). | 30855516 | BW   |
| Nr. 25a 52° 59′ 22″ N, 11° 3′ 51″ O | Wohn- und Wirtschaftsgebäude | Backsteinbau, im vorderen Teil in Fachwerk aufgestockt, jeweils unter Satteldach. Errichtet um 1900. | 35518821 | BW   |
| Nr. 25 52° 59′ 22″ N, 11° 3′ 51″ O  | Scheune                      | Fachwerkbau mit Backsteinausfachung, unter ziegelgedecktem Satteldach. Linksseitig Erweiterungen und weit auskragendes Schleppdach, westlich massive Verlängerung. Errichtet 1885 (i). | 35518858 | BW   |

## Gühlitz
Gühlitz liegt etwa fünf Kilometer westlich von Lüchow im Niederen Drawehn. Der Rundling ist typisch, die Zufahrt erfolgt von Norden. Das Dorfbild hat sich seit Anfang ds 18. Jahrhundert wenig geändert. Den Mittelpunkt bildet der kreisrunde Dorfplatz. Die Gebäude sind aus dem 18. und 19. Jahrhundert. Zum Ort gehört eine Wassermühle, diese liegt südlich des Ortes.

### Gruppen baulicher Anlagen in Gühlitz
| Lage                                                             | Bezeichnung                                                    | Beschreibung | ID       | Bild           |
| ---------------------------------------------------------------- | -------------------------------------------------------------- | --- | -------- | -------------- |
| Nr. 1, 2, 3, 4, 5, 6, 7, 8, 9, 10, 11 52° 58′ 0″ N, 11° 4′ 53″ O | Rundling mit Zufahrt, Dorfplatz und daran liegenden Hofanlagen | Der Mittelpunkt des Rundlinges bildet der kreisrunde Dorfplatz. Darum liegen die sektorförmigen Hofstellen. Die Häuser sind typische Hallenhäuser als Dreiständer und Vierständerhaus erbaut. | 30827260 | Weitere Bilder |
| Nr. 14 52° 58′ 0″ N, 11° 4′ 53″ O                                | Wassermühle mit Stau                                           | Die Wassermühle liegt südlich des Rundlings, außerhalb des Ortes. Im Jahre 1800 brannte das Mühlenhaus ab, es wurde als Vierständerhaus wieder neu aufgebaut. Am Giebel der Rückseite der Wassermühle befindet sich noch das Wasserrad, allerdings ohne Wasser. Es ist eines der letzten Wasserräder des Landkreises Lüchow-Dannenberg. Die Mühle ist seit 1968 stillgelegt und Teil der Niedersächsischen Mühlenstraße. | 30827271 | Weitere Bilder |

### Einzeldenkmal in Gühlitz
| Lage                              | Bezeichnung                  | Beschreibung | ID       | Bild           |
| --------------------------------- | ---------------------------- | --- | -------- | -------------- |
| Nr. 1 52° 58′ 1″ N, 11° 4′ 54″ O  | Wohn- und Wirtschaftsgebäude | Zum Dorfplatz giebelständiges Vierständerhaus in Fachwerk mit Backsteinausfachung; unter Satteldach; aufwändig verzimmerter Wirtschaftsgiebel. Errichtet wohl 1774. | 30855457 | BW             |
| Nr. 3 52° 57′ 59″ N, 11° 4′ 55″ O | Wohn- und Wirtschaftsgebäude | Vollständig zu Wohnzwecken ausgebautes Vierständerhaus in Fachwerk mit Backsteinausfachung; unter Krüppelwalmdach; Dielentor 1932 zum Hauseingang umgebaut. Errichtet in der Mitte des 19. Jahrhunderts. | 30855419 | BW             |
| Nr. 3 52° 57′ 58″ N, 11° 4′ 55″ O | Backhaus                     | Backsteinbau mit aufgesetztem Fachwerkgeschoss, an die Stallungen nördlich anschließend. Errichtet um 1900. | 39596912 | BW             |
| Nr. 3 52° 57′ 58″ N, 11° 4′ 56″ O | Stall                        | Anderthalbgeschossiger Backsteinbau unter Satteldach. Errichtet um 1900. | 35518352 | BW             |
| Nr. 4 52° 57′ 57″ N, 11° 4′ 55″ O | Scheune                      | Fachwerkbau mit Backsteinausfachung; mit Längsdurchfahrt unter Satteldach. Errichtet in der ersten Hälfte des 19. Jahrhunderts. | 35518423 | BW             |
| Nr. 4 52° 57′ 57″ N, 11° 4′ 55″ O | Stall                        | Langgestreckter Backsteinbau mit Fachwerkobergeschoss, unter Satteldach. Errichtet wohl um 1935. | 35518403 | BW             |
| Nr. 5 52° 57′ 57″ N, 11° 4′ 50″ O | Scheune                      | Fachwerkbau mit Backsteinausfachung; mit ausmittiger Längsdurchfahrt unter Satteldach in Hohlpfannendeckung. Zu Wohnzwecken ausgebaut. Errichtet um 1800. | 35518451 | BW             |
| Nr. 5 52° 57′ 58″ N, 11° 4′ 52″ O | Wohn- und Wirtschaftsgebäude | Zum Dorfplatz giebelständiges Vierständerfachwerkhaus mit Backsteinausfachungen und Lehmschlag unter Satteldach. Errichtet 1833 (i). | 30855379 | BW             |
| Nr. 6 52° 57′ 59″ N, 11° 4′ 51″ O | Wohn- und Wirtschaftsgebäude | Zum Dorfplatz giebelständiges Fachwerkgebäude mit Backsteinausfachung, unter Satteldach in Ziegeldeckung. 16 Gebinde langes, ehemaliges Vierständer-Wohn-/Wirtschaftsgebäude von 1847 (d) im Zustand nach Umbau zur Stallscheune 1964 nach Zusammenlegung mit Hofstelle Nr. 7; Wohnteil nach Osten zwischen dem 12. und 16. Gebinde sowie Dachwerk weitgehend bauzeitlich erhalten; innere Ständerreihen entfernt; Außenwände im Wirtschaftsteil nach Nordosten und Nordwesten massiv erneuert für Stallnutzung; naturrote Hohlpfannen-Eindeckung. Ehemaliges Haupthaus der Hofstelle Nr. 6. | 30855360 | BW             |
| Nr. 8 52° 58′ 1″ N, 11° 4′ 47″ O  | Scheune                      | Fachwerkgebäude mit Backsteinausfachung, unter Satteldach in Trapezblechdeckung. Errichtet in der zweiten Hälfte des 19. Jahrhunderts. | 35518486 | BW             |
| Nr. 8 52° 58′ 1″ N, 11° 4′ 51″ O  | Wohn-/Wirtschaftsgebäude     | Zum Dorfplatz giebelständiges Vierständerhaus in Fachwerk mit Backsteinausfachung, teilweise Lehmstakung; Satteldach in Ziegeldeckung. Errichtet in der Mitte des 19. Jahrhunderts. | 30855320 | BW             |
| Nr. 9 52° 58′ 1″ N, 11° 4′ 51″ O  | Wohn-/Wirtschaftsgebäude     | Giebelständiges, ursprünglich als Dreiständerhaus errichtetes, später zum Vierständerhaus umgebautes Fachwerkgebäude mit Backsteinausfachung. Wohnende Ende des 19. Jahrhunderts erneuert. Errichtet 1732 (i). | 30855297 | BW             |
| Nr. 10 52° 58′ 1″ N, 11° 4′ 52″ O | Wohn-/Wirtschaftsgebäude     | Zum Dorfplatz giebelständiges Dreiständerhaus in Fachwerk mit Lehmausfachung und unter ungleichhüftigem Satteldach in Hohlpfannendeckung. Errichtet 1732 (i). | 30855276 | BW             |
| Nr. 11 52° 58′ 2″ N, 11° 4′ 53″ O | Wohn-/Wirtschaftsgebäude     | Zur Dorfzufahrt giebelständiges Vierständerhaus in Fachwerk mit Backsteinausfachung und unter Satteldach in Ziegeldeckung. Errichtet 1804 (i). | 30855255 | BW             |
| Nr. 15 52° 57′ 46″ N, 11° 5′ 4″ O | Mühlengebäude                | Stark verändertes Vierständerhaus unter Satteldach. Am Wohngiebel zweigeschossiger Fachwerkanbau unter eigenem Satteldach. Wasserrad noch vorhanden. Errichtet 1800 (i). | 30856017 | Weitere Bilder |
| 52° 57′ 47″ N, 11° 5′ 2″ O        | Mühlenteich                  | Mühlenteich westlich der Wassermühle, gespeist durch einen artesischen Brunnen. Der Oberlauf des Mühlenbachs, der den Teich ebenfalls speiste, wird nach Aufgabe der Wasserrechte in einen Entwässerungsgraben abgeleitet. | 30855236 | Weitere Bilder |

## Klein Witzeetze
Klein Witzeetze liegt am westlichen Rand des Niederen Drawehn. Ursprünglich war der Ort ein Rundling, dieser brannte wahrscheinlich im Jahr 1832 ab. Das Dorf wurde in einer gestreckten Form wieder aufgebaut.

### Einzeldenkmal in Klein Witzeetze
| Lage                                   | Bezeichnung                  | Beschreibung | ID       | Bild |
| -------------------------------------- | ---------------------------- | --- | -------- | ---- |
| Dorfplatz 3 53° 1′ 34″ N, 11° 0′ 31″ O | Wohn- und Wirtschaftsgebäude | Zum Dorfplatz giebelständiges Vierständerhaus in Fachwerk mit Backsteinausfachung, unter ziegelgedecktem Satteldach. Errichtet 1833 (i).         | 35804416 | BW   |
| Dorfplatz 9 53° 1′ 35″ N, 11° 0′ 34″ O | Wohn- und Wirtschaftsgebäude | Das Hallenhaus ist ein Vierständerhaus und wurde im Jahre 1850 erbaut. Es ist das letzte original erhaltene Hallenhaus des ehemaligen Rundlings. | 30855218 |      |

## Krummasel
Krummasel liegt acht Kilometer nordwestlich von Lüchow. Der Rundling ist noch als solcher erkennbar, ist im Laufe der Zeit aber deutlich verändert worden. Störend sind dabei der Durchbruch der Straße in Richtung Norden und die Ortserweiterung im Süden des Rundlings. Die Kirche liegt westlich des Rundlings am Dorfrand.

### Gruppen baulicher Anlagen in Krummasel
| Lage                                                 | Bezeichnung                                         | Beschreibung | ID       | Bild           |
| ---------------------------------------------------- | --------------------------------------------------- | --- | -------- | -------------- |
| Südwestlich des Rundlings 53° 0′ 42″ N, 11° 2′ 47″ O | Kirche mit umgebender Grünanlage und Kriegerdenkmal | Die Christuskirche Krummasel und der sie umgebende Dorffriedhof liegen westlich des eigentlichen Dorfkerns. | 30827282 | Weitere Bilder |
| Dorfkern 53° 0′ 45″ N, 11° 2′ 56″ O                  | Rundlingsdorf                                       | Krummasel zeigt noch das Siedlungsbild des alten Rundlings, drei erhaltene, zum Dorfplatz giebelständiges Wohn-/Wirtschaftsgebäude des frühen 19. Jahrhunderts auf sektorförmigen Grundstücken repräsentieren die historische Siedlungsform. | 36842580 | Weitere Bilder |

### Einzeldenkmal in Krummasel
| Lage                                                 | Bezeichnung                  | Beschreibung | ID       | Bild |
| ---------------------------------------------------- | ---------------------------- | --- | -------- | ---- |
| Südwestlich des Rundlings 53° 0′ 44″ N, 11° 2′ 47″ O | Kirche                       | Neogotischer Saalbau unter Satteldach in roter Hohlpfannendeckung; eingezogener Chor mit 3/8-Abschluss unter eigenem polygonal abgewalmtem Dach; quadratischer Westturm aus dem 15. Jahrhundert in Backsteinmauerwerk mit werksteinimitierendem Putzfugenschnitt und unter vierseitigem Pyramidendach in Schieferdeckung. Schiff 1895 von Maurermeister Emil Busse (Hitzacker) als Ersatz für eine ältere Feldsteinkirche an den älteren Turm angebaut. Schlichte zeitgenössische Innenausstattung. | 30855089 |      |
| Südwestlich des Rundlings 53° 0′ 44″ N, 11° 2′ 47″ O | Friedhof                     | Die Kirche umgebende Grünanlage mit Kriegerdenkmal. | 39596979 | BW   |
| Nr. 3 53° 0′ 46″ N, 11° 2′ 54″ O                     | Wohn- und Wirtschaftsgebäude | Zum Dorfplatz giebelständiges Vierständerhaus in Fachwerk mit Backsteinausfachung; unter Satteldach; Halbwalm mit Uhlenloch am Wohngiebel. Errichtet 1810 (i). | 30855200 | BW   |
| Nr. 4 53° 0′ 47″ N, 11° 2′ 55″ O                     | Wohn- und Wirtschaftsgebäude | Zum Dorfplatz giebelständiges Vierständerhaus in Fachwerk mit Backsteinausfachung, unter Satteldach. Zu Wohnzwecken umgebaut. Errichtet 1866 (i). | 36842706 | BW   |
| Nr. 15 53° 0′ 44″ N, 11° 2′ 58″ O                    | Wohn- und Wirtschaftsgebäude | Zum Dorfplatz giebelständiges Vierständerhaus in Fachwerk mit Backsteinausfachung; unter Satteldach; Halbwalm mit Uhlenloch am Wohngiebel. Errichtet 1826 (i).Ehemalige Hofstelle Nr. 13. | 30855182 | BW   |
| Nr. 20 53° 0′ 42″ N, 11° 2′ 54″ O                    | Wohn- und Wirtschaftsgebäude | Kleines giebelständiges Vierständerhaus in Fachwerk mit Backsteinausfachung und unter Satteldach in Hohlpfannendeckung. Errichtet 1877 (i).Ehemalige Hofstelle Nr. 17. | 30855146 | BW   |
| Nr. 25 53° 0′ 39″ N, 11° 2′ 56″ O                    | Wohn- und Wirtschaftsgebäude | Giebelständiges Vierständerhaus in Fachwerk mit Backsteinausfachung, unter Satteldach. Errichtet 1879 (i).Ehemalige Hofstelle Nr. 30. | 30855110 | BW   |
| Nr. 34 53° 0′ 43″ N, 11° 2′ 43″ O                    | Pfarrhaus                    | Zweigeschossiger traufständiger Fachwerkbau mit Backsteinausfachung, unter Halbwalmdach in Hohlpfannendeckung; am Westgiebel angebauter eingeschossiger Wirtschaftstrakt in Fachwerk mit Backsteinausfachung und unter eigenem Satteldach in Hohlpfannendeckung und Halbwalm im Westen; Querdiele. Errichtet als ehemaliges Pfarrhaus von Krummasel vor 1845. Ehemalige Hofstelle Nr. 22. | 30855128 | BW   |

## Lübeln
Lübeln liegt etwa vier Kilometer westlich von Lüchow. Der Ort ist eines der größten und besterhaltenen Rundlinge im Kreis Lüchow-Dannenberg, u. a. weil Lübeln seit dem Dreißigjährigen Krieg von keinem Brand betroffen war. Auch die Größe ist ungewöhnlich, allein der Dorfplatz hat einen Durchmesser von etwa 100 Meter. Um dem Dorfplatz stehen zwölf Höfe aus dem 17., 18. und 19. Jahrhundert. Weiter interessant als Baudenkmale sind die Wassermühle und die Kapelle. Im Rundling ist das Rundlingsmuseum Wendlandhof.

### Gruppen baulicher Anlagen in Lübeln
| Lage                                                                  | Bezeichnung                                                                            | Beschreibung | ID       | Bild |
| --------------------------------------------------------------------- | -------------------------------------------------------------------------------------- | --- | -------- | ---- |
| Nr. 1, 2, 3, 4, 5, 6, 7, 8, 9, 10, 11, 12 52° 58′ 34″ N, 11° 5′ 41″ O | Rundling mit Zufahrten, Dorfplatz und deren daran gelegenen Hofanlagen und die Kapelle | | 30827293 |      |
| Nr. 13 52° 58′ 48″ N, 11° 5′ 39″ O                                    | Wassermühle mit Wirtschaftshof                                                         | Die Wassermühle ist nicht mehr im Betrieb, sie liegt nördlich des Rundlings. Das Haupthaus wurde 1841 erbaut, es ist ein traufständiger Gefügebau. | 30827304 |      |

### Einzeldenkmal in Lübeln
| Lage                                  | Bezeichnung                  | Beschreibung | ID       | Bild |
| ------------------------------------- | ---------------------------- | --- | -------- | ---- |
| Lübeln 3a 52° 58′ 29″ N, 11° 5′ 51″ O | Kapelle                      | Die Kapelle liegt am südlichen Ortsrand. Es ist eine Ziegelfachwerkkapelle aus dem Jahr 1909. Das Satteldach trägt einen viereckigen Dachreiter mit einem Pyramidendach. Ungewöhnlich an der Kapelle ist, dass sie nach Osten ausgerichtet ist. | 30854920 |      |
| Nr. 1 52° 58′ 35″ N, 11° 5′ 45″ O     | Wohn- und Wirtschaftsgebäude | In dem Haus befindet sich heute ein Hotel. | 30854881 |      |
| Nr. 3 52° 58′ 33″ N, 11° 5′ 42″ O     | Wohn- und Wirtschaftsgebäude | Zum Dorfplatz giebelständiges Vierständerhaus in Fachwerk mit Backsteinausfachung; unter Satteldach. Errichtet 1800 (i). | 30854818 |      |
| Nr. 3 52° 58′ 33″ N, 11° 5′ 42″ O     | Stall                        | Fachwerkbau mit Backsteinausfachung, unter ziegelgedecktem Satteldach. Errichtet in der zweiten Hälfte des 19. Jahrhunderts. | 35495680 | BW   |
| Nr. 4 52° 58′ 30″ N, 11° 5′ 42″ O     | Scheune                      | Fachwerkgebäude mit Backsteinausfachung; unter Satteldach. Errichtet in der zweiten Hälfte des 19. Jahrhunderts. Das Haupthaus ist im Januar 2013 abgebrannt und noch nicht wieder aufgebaut worden.                                            | 35495333 | BW   |
| Nr. 5 52° 58′ 33″ N, 11° 5′ 40″ O     | Wohn- und Wirtschaftsgebäude | Zum Dorfplatz giebelständiges Vierständerhaus in Fachwerk mit Backsteinausfachung, unter Satteldach. Errichtet 1872 (i). | 30854776 |      |
| Nr. 5 52° 58′ 30″ N, 11° 5′ 39″ O     | Scheune                      | Fachwerkbau mit Backsteinausfachung; mit zwei Quereinfahrten unter Satteldach. Errichtet in der zweiten Hälfte des 19. Jahrhunderts. | 30827293 | BW   |
| Nr. 6 52° 58′ 33″ N, 11° 5′ 39″ O     | Wohn- und Wirtschaftsgebäude | Großes zum Dorfplatz giebelständiges Vierständerhaus in Fachwerk mit Backsteinausfachung und unter Satteldach in Schieferdeckung; Wohnende zweigeschossig. Errichtet 1890 (i).                                                                  | 30854692 |      |
| Nr. 6 52° 58′ 32″ N, 11° 5′ 37″ O     | Scheune                      | Fachwerkbau mit Backsteinausfachungen unter Satteldach in Zementplattendeckung. Quereinfahrt. Errichtet 1903 (i). | 35495384 | BW   |
| Nr. 7 52° 58′ 34″ N, 11° 5′ 38″ O     | Wohn- und Wirtschaftsgebäude | Zum Dorfplatz giebelständiges Vierständerhaus in Fachwerk mit Backsteinausfachung, unter Satteldach; vermutlich durch Umbau eines Zweiständerhauses entstanden. Errichtet 1698 (i), Umbau 1904.                                                 | 30854755 |      |
| Nr. 8 52° 58′ 35″ N, 11° 5′ 38″ O     | Wohn- und Wirtschaftsgebäude | Zum Dorfplatz giebelständiges Vierständerhaus in Fachwerk mit Backsteinausfachung und unter Satteldach in Krempziegeldeckung; vermutlich durch Umbau eines Dreiständerhauses entstanden. Errichtet 1746 (i).                                    | 30854734 |      |
| Nr. 8 52° 58′ 35″ N, 11° 5′ 38″ O     | Stall                        | Fachwerkbau mit Backsteinausfachung unter ziegelgedecktem Satteldach. Errichtet in der zweiten Hälfte des 19. Jahrhunderts. | 35495411 | BW   |
| Nr. 9 52° 58′ 36″ N, 11° 5′ 39″ O     | Wohn- und Wirtschaftsgebäude | Das Gebäude ist das älteste Haus des Rundlings. Es wurde 1689 als Zweiständerhaus erbaut. Zu Beginn des 20. Jahrhunderts wurde es zu einem Vierständerhaus umgebaut.                                                                            | 30854713 |      |
| Nr. 9 52° 58′ 36″ N, 11° 5′ 39″ O     | Stall                        | Fachwerkgebäude mit Backsteinausfachung unter ziegelgedecktem Satteldach an der nördlichen Grundstücksgrenze. Errichtet in der zweiten Hälfte des 19. Jahrhunderts.                                                                             | 35495522 | BW   |
| Nr. 9 52° 58′ 36″ N, 11° 5′ 37″ O     | Stall                        | Fachwerkgebäude mit Backsteinausfachung unter ziegelgedecktem Satteldach; frei im Hof westlich des Haupthauses. Errichtet in der zweiten Hälfte des 19. Jahrhunderts.                                                                           | 35495487 | BW   |
| Nr. 9 52° 58′ 35″ N, 11° 5′ 39″ O     | Stall                        | Zum Dorfplatz giebelständiger Fachwerkbau mit Backsteinausfachung, unter ziegelgedecktem Satteldach; an der südlichen Grundstücksgrenze. Errichtet 1872 (i).                                                                                    | 35495463 | BW   |
| Nr. 9a 52° 58′ 37″ N, 11° 5′ 37″ O    | Scheune                      | Fachwerkbau mit Backsteinausfachung; unter Satteldach. Ausmittige Längsdurchfahrt, Nordwestgiebel verbrettert. Errichtet in der zweiten Hälfte des 19. Jahrhunderts.                                                                            | 35495577 | BW   |
| Nr. 9a 52° 58′ 37″ N, 11° 5′ 37″ O    | Stall                        | Fachwerkbau mit Backsteinausfachung unter hohlpfannengedecktem Satteldach. Errichtet in der zweiten Hälfte des 19. Jahrhunderts. | 35495555 | BW   |
| Nr. 10 52° 58′ 35″ N, 11° 5′ 41″ O    | Wohn- und Wirtschaftsgebäude | Zum Dorfplatz giebelständiges Vierständerhaus in Fachwerk mit Backsteinausfachung und unter Satteldach in Hohlpfannendeckung. Errichtet 1874 (i).                                                                                               | 30854445 |      |
| Nr. 12 52° 58′ 36″ N, 11° 5′ 44″ O    | Wohn- und Wirtschaftsgebäude | Eingeschossiger Fachwerkbau mit Backsteinausfachung; unter Satteldach mit Zwerchhaus in der südöstlichen Dachfläche; Wohnteil im Westen, Wirtschaftsteil im Osten. Errichtet Ende des 19. Jahrhunderts.                                         | 30854671 |      |
| Nr. 12 52° 58′ 36″ N, 11° 5′ 45″ O    | Stall                        | Fachwerkbau mit weiß geschlämmten Backsteinausfachungen, unter Satteldach. Errichtet in der zweiten Hälfte des 19. Jahrhunderts. | 35495599 | BW   |
| Nr. 13 52° 58′ 47″ N, 11° 5′ 39″ O    | Mühlengebäude                | Zweigeschossiger Fachwerkbau mit Backsteinausfachung unter Halbwalmdach in Hohlpfannendeckung. Errichtet 1841 (i) als Haupthaus der Wassermühle Lübeln.                                                                                         | 30854503 | BW   |
| Nr. 13 52° 58′ 47″ N, 11° 5′ 39″ O    | Speicher                     | Fachwerkgebäude mit Backsteinausfachung, unter Satteldach in Hohlpfannendeckung. Quereinfahrt. Errichtet in der zweiten Hälfte des 19. Jahrhunderts.                                                                                            | 30854484 | BW   |
| Nr. 13 52° 58′ 48″ N, 11° 5′ 40″ O    | Stall                        | Backsteingebäude mit Fachwerkobergeschoss unter Satteldach in unterschiedlichen Deckungen. Errichtet in der zweiten Hälfte des 19. Jahrhunderts.                                                                                                | 35803457 | BW   |

## Meuchefitz
Der Dorfplatz ist nierenförmig, und somit in der Form ungewöhnlich. Trotzdem erkennt man noch die Form eines Rundlings, auch wenn nur noch wenige Häuser ursprünglich erhalten geblieben sind. Die anderen Häuser wurden stark umgebaut.

### Gruppen baulicher Anlagen in Meuchefitz
| Lage                                               | Bezeichnung                  | Beschreibung | ID       | Bild           |
| -------------------------------------------------- | ---------------------------- | --- | -------- | -------------- |
| Südwestlich des Dorfes 52° 57′ 33″ N, 11° 3′ 58″ O | Feldsteinkirche mit Friedhof | Die Kirche befindet sich südlich außerhalb des Ortes. Der Friedhof hat keine alten Grabstätten mehr. | 30827314 | Weitere Bilder |
| Dorfkern 52° 57′ 42″ N, 11° 4′ 9″ O                | Rundlingsdorf                | Das Rundlingsdorf Meuchefitz hat sich in seiner grundlegenden Struktur erhalten, an historischem Baubestand sind drei Wohn-/Wirtschaftsgebäude des 18. und frühen 19. Jahrhunderts im westlichen Dorfteil erhalten. Sämtliche Bauten richten sich mit ihrem Wirtschaftsgiebel zum zentralen Dorfplatz, die Grundstückszuschnitte sind traditionell sektorförmig. | 36876722 | BW             |

### Einzeldenkmal in Meuchefitz
| Lage                                               | Bezeichnung                                          | Beschreibung | ID       | Bild |
| -------------------------------------------------- | ---------------------------------------------------- | --- | -------- | ---- |
| Südwestlich des Dorfes 52° 57′ 32″ N, 11° 3′ 59″ O | Kirche                                               | Die Kirche wurde um 1500 erbaut. Es ist ein rechteckiger Feldsteinbau mit einem halbrunden Chor. Der Westteil der Kirche und der verbretterte Turm wurde um 1900 hinzugefügt. Im Inneren befindet sich ein Kanzelaltar aus dem Jahr 1706. | 30854578 |      |
| Nr. 3 52° 57′ 42″ N, 11° 4′ 6″ O                   | Wohn- und Wirtschaftsgebäude                         | Zum Dorfplatz giebelständiges Vierständerhaus in Fachwerk mit Backsteinausfachung und unter Satteldach in Zementplattendeckung; erneuertes, zweigeschossiges Wohnende in Fachwerk mit Backsteinausfachung und unter Satteldach in Schieferdeckung. Errichtet 1801 (i), Wohnteil Ende des 19. Jahrhunderts überformt. Ehemalige Hofstelle Nr. 1. | 30854653 | BW   |
| Nr. 4 52° 57′ 42″ N, 11° 4′ 7″ O                   | Wohn- und Wirtschaftsgebäude                         | Zum Dorfplatz giebelständiges Vierständerhaus in Fachwerk mit Backsteinausfachung; unter Satteldach. Errichtet 1850 (i).Ehemalige Hofstelle Nr. 2. | 30854635 | BW   |
| Nr. 11 52° 57′ 41″ N, 11° 4′ 8″ O                  | Wirtschaftsgiebel eines Wohn- und Wirtschaftsgebäude | Zum Dorfplatz giebelständiges Vierständerhaus in Fachwerk mit Backsteinausfachung; unter Satteldach; erneuertes, zweigeschossiges Wohnende in Fachwerk mit Backsteinausfachung und unter Satteldach in Hohlpfannendeckung. Errichtet 1780 (i), Wohnteil Ende des 19. Jahrhunderts erneuert. Ehemalige Hofstelle Nr. 9.                          | 30854599 | BW   |

## Naulitz
Naulitz liegt etwa sechse Kilometer westlich von Lüchow. Der Rundling ist noch erkennbar, allerdings sind die Gebäude nicht mehr im Ursprung vorhanden. Drei Häuser sind allerdings erhalten geblieben. Im Jahre 1890 wurde die Straße nach Gütlitz durch den Ort geführt, dafür wurde ein Haus zerstört.

### Einzeldenkmal in Naulitz
| Lage                             | Bezeichnung                  | Beschreibung | ID       | Bild |
| -------------------------------- | ---------------------------- | --- | -------- | ---- |
| Nr. 5 52° 58′ 10″ N, 11° 4′ 2″ O | Wohn- und Wirtschaftsgebäude | Das Haus wurde 1780 erbaut. Es ist fast unverändert erhalten geblieben. Das Hallenhaus ist ein Vierständerhaus. | 30854541 | BW   |
| Nr. 8 52° 58′ 9″ N, 11° 4′ 1″ O  | Wohn- und Wirtschaftsgebäude | Zum ovalen Dorfplatz giebelständiges Vierständerhaus in Fachwerk mit Backsteinausfachung und unter Satteldach in Schieferdeckung; Wohnteil zweigeschossig erweitert. Errichtet 1781 (i), renoviert 1864. Ehemalige Hofstelle Nr. 7. | 30854466 | BW   |
| Nr. 9 52° 58′ 8″ N, 11° 3′ 58″ O | Wohn- und Wirtschaftsgebäude | Zum ovalen Dorfplatz giebelständiges Vierständerhaus in Fachwerk mit Backsteinausfachung und unter Halbwalmdach in Schieferdeckung. Errichtet 1782 (i), 1920 zum reinen Wohnhaus umgebaut.                                          | 30854427 | BW   |

## Reitze
Reitze liegt etwa fünf Kilometer nordwestlich von Lüchow. Obwohl die Bausubstanz der Häuser verändert worden ist, ist die Struktur des Rundlings noch gut zu erkennen.

### Einzeldenkmal in Reitze
| Lage                              | Bezeichnung                  | Beschreibung | ID       | Bild |
| --------------------------------- | ---------------------------- | --- | -------- | ---- |
| Nr. 2 52° 59′ 20″ N, 11° 4′ 50″ O | Wohn- und Wirtschaftsgebäude | Giebelständig zum Dorfplatz ausgerichtetes Vierständerhaus in Fachwerk mit Backsteinausfachung; unter Satteldach, Wohnteil zweigeschossig. Errichtet 1902 (i).        | 35788365 | BW   |
| Nr. 7 52° 59′ 22″ N, 11° 4′ 48″ O | Wohn- und Wirtschaftsgebäude | Zum Dorfplatz giebelständiges Dreiständerhaus in Fachwerk mit Backsteinausfachung; unter ungleichhüftigem Satteldach. Errichtet 1777 (i). Ehemalige Hofstelle Nr. 11. | 30854409 | BW   |

## Sallahn
Sallahn liegt 12 km nordwestlich von Lüchow am Übergang zum Hohen Drawehn.

### Einzeldenkmal in Sallahn
| Lage                               | Bezeichnung                  | Beschreibung | ID       | Bild |
| ---------------------------------- | ---------------------------- | --- | -------- | ---- |
| Nr. 7a 53° 1′ 34″ N, 10° 59′ 53″ O | Wohn- und Wirtschaftsgebäude | Vierständerhaus in Fachwerk mit Backsteinausfachung und unter Satteldach in Hohlpfannen- und Krempziegeldeckung; Halbwalm am Wohnende. Errichtet 1804 (i). | 30854391 | BW   |

## Schwiepke
Schwiepke liegt 7 km westlich von Lüchow im Niederen Drawehn.

### Einzeldenkmal in Schwiepke
| Lage                               | Bezeichnung                  | Beschreibung | ID       | Bild |
| ---------------------------------- | ---------------------------- | --- | -------- | ---- |
| Nr. 3 52° 57′ 28″ N, 11° 2′ 52″ O  | Wohn- und Wirtschaftsgebäude | Zum Dorfplatz giebelständiges Vierständerhaus in Fachwerk mit Backsteinausfachung, unter Satteldach in Krempziegeldeckung. Errichtet 1857 (i). Ehemalige Hofstelle Nr. 1. | 30854373 | BW   |
| Nr. 14 52° 57′ 31″ N, 11° 2′ 57″ O | Scheune                      | Giebelständiger Fachwerkbau mit Backsteinausfachung unter Satteldach mit Krempziegeldeckung. Errichtet 1862 (i).                                                          | 36878810 | BW   |

## Seerau im Drawehn
Seerau liegt 5 km westlich von Lüchow im Niederen Drawehn in Nachbarschaft zu Meuchefitz.

### Einzeldenkmal in Seerau im Drawehn
| Lage                              | Bezeichnung                  | Beschreibung | ID       | Bild |
| --------------------------------- | ---------------------------- | --- | -------- | ---- |
| Nr. 5 52° 57′ 34″ N, 11° 4′ 15″ O | Wohn- und Wirtschaftsgebäude | Zum Dorfplatz giebelständiges Vierständerhaus in Fachwerk mit Backsteinausfachung und unter Satteldach in Krempziegeldeckung. Errichtet 1815 (i). | 30856037 | BW   |

## Süthen
Süthen liegt 6 km westlich von Lüchow im Niederen Drawehn. Der Ort ist ein gut zu erkennender Rundling mit sektorförmigen Hofparzellen um einen kleinen Dorfplatz.

### Einzeldenkmal in Süthen
| Lage                               | Bezeichnung                                      | Beschreibung | ID       | Bild |
| ---------------------------------- | ------------------------------------------------ | --- | -------- | ---- |
| Nr. 16 52° 58′ 15″ N, 11° 3′ 30″ O | Wohn- und Wirtschaftsgebäude                     | Zum Dorfplatz giebelständiges Dreiständerhaus in Fachwerk mit Backsteinausfachung; unter ungleichhüftigem Satteldach. Errichtet Anfang des 18. Jahrhunderts. Ehemalige Hofstelle Nr. 14. | 30854185 | BW   |
| Nr. 7 52° 58′ 17″ N, 11° 3′ 26″ O  | Wirtschaftsteil des Wohn- und Wirtschaftsgebäude | Vierständerhaus in Fachwerk mit Backsteinausfachung; unter Satteldach. Errichtet in der ersten Hälfte des 19. Jahrhunderts.                                                              | 36889760 | BW   |

## Tolstefanz
Tolstefanz liegt 9 km nordwestlich von Lüchow im Niederen Drawehn. Der Ort ist ein streng gegliederter und gut überschaubarer Rundling.

### Gruppe baulicher Anlagen in Tolstefanz
| Lage                              | Bezeichnung | Beschreibung | ID       | Bild |
| --------------------------------- | ----------- | --- | -------- | ---- |
| Nr. 11 53° 0′ 15″ N, 11° 1′ 52″ O | Hofanlage   | Die Hofanlage Tolstefanz 11 besteht aus drei an der westlichen Grundstücksgrenze liegenden aneinander angebauten Gebäuden: Das Wohn-/Wirtschaftsgebäude von 1873 ist giebelständig zum Dorfplatz des Rundlings ausgerichtet, die rückwärtige große Scheune entstand etwa zeitgleich, der dazwischen liegende Schweinestall wurde 1909 errichtet. Es handelt sich um die ehemalige Hofstelle Tolstefanz Nr. 5. | 36889935 | BW   |

### Einzeldenkmal in Tolstefanz
| Lage                              | Bezeichnung                  | Beschreibung | ID       | Bild |
| --------------------------------- | ---------------------------- | --- | -------- | ---- |
| Nr. 11 53° 0′ 15″ N, 11° 1′ 52″ O | Wohn- und Wirtschaftsgebäude | Zum Dorfplatz giebelständiges Vierständerhaus in Fachwerk in Backsteinausfachung und unter Satteldach in unterschiedlicher Deckung. Errichtet 1873 (i). Ehemalige Hofstelle Nr. 5. | 30854298 | BW   |
| Nr. 11 53° 0′ 14″ N, 11° 1′ 51″ O | Stall                        | Stallgebäude aus rotem Backsteinmauerwerk unter hohlpfannengedecktem Satteldach, mittiger Zwerchgiebel nach Osten mit Inschriftstein: „HS.1909“, Rückseite mit senkrechter Verbretterung.                                                                                              | 36890018 | BW   |
| Nr. 11 53° 0′ 13″ N, 11° 1′ 51″ O | Scheune                      | Große Fachwerkscheune mit zwei Querdurchfahrten, Backsteinausfachungen, im Innern Lehmausfachungen, Krüppelwalmdach mit Hohlpfannendeckung. Errichtet wohl um 1875. | 36889950 | BW   |
| Nr. 12 53° 0′ 15″ N, 11° 1′ 51″ O | Giebel                       | Wirtschaftsgiebel eines Dreiständerhauses mit außermittiger Grot Dör und zwei Mistgangtüren unter Satteldach. Kopf- und Fußbänder so angeordnet, dass Rautenformen entstehen. Mit Backsteinausfachungen. Inschriften im Kehlbalken, Hauptbalken und Dielentorsturz. Errichtet 1761(i). | 30854276 | BW   |
| Nr. 13 53° 0′ 16″ N, 11° 1′ 48″ O | Wohnhaus                     | Zweigeschossiger Fachwerkbau mit Backsteinausfachung; unter flach geneigtem Satteldach. Errichtet Ende des 19. Jahrhunderts. Ehemalige Hofstelle Nr. 7. | 30854258 | BW   |

## Tüschau/Saggrian
Tüschau und Saggrian liegen 11 km nordwestlich von Lüchow im Niederen Drawehn in unmittelbarer Nachbarschaft zueinander.

### Gruppen baulicher Anlagen in Tüschau/Saggrian
| Lage                                        | Bezeichnung | Beschreibung | ID       | Bild |
| ------------------------------------------- | ----------- | --- | -------- | ---- |
| Nr. 6 (Saggrian) 53° 1′ 11″ N, 11° 1′ 14″ O | Hofanlage   | Nach einem Großbrand des Dorfes Saggrian im Frühjahr 1870 wurden das Wohn-/Wirtschaftsgebäude und die Längsdurchfahrtsscheune der Hofanlage Saggrian Nr. 6 wieder aufgebaut. Es handelt sich um traditionelle Vierständerbauten in Fachwerk mit Backsteinausfachung. | 30827334 | BW   |

### Einzeldenkmal in Tüschau/Saggrian
| Lage                                        | Bezeichnung                  | Beschreibung | ID       | Bild |
| ------------------------------------------- | ---------------------------- | --- | -------- | ---- |
| Nr. 4 (Tüschau) 53° 1′ 10″ N, 11° 1′ 6″ O   | Wohn- und Wirtschaftsgebäude | Giebelständiges Zweiständerhausin Fachwerk mit Backsteinausfachung und unter Satteldach in Krempziegeldeckung. Errichtet 1721 (i). Ehemalige Hofstelle Nr. 1.                                                | 30854240 | BW   |
| Nr. 5 (Tüschau) 53° 1′ 11″ N, 11° 1′ 6″ O   | Wohn- und Wirtschaftsgebäude | Giebelständiges Vierständerhaus in Fachwerk mit Backsteinausfachung; Wohnteil in Backsteinmauerwerk; Satteldach in Falzziegeldeckung; Halbwalm am Wohngiebel. Errichtet 1791 (i). Ehemalige Hofstelle Nr. 2. | 30854222 | BW   |
| Nr. 6 (Saggrien) 53° 1′ 11″ N, 11° 1′ 15″ O | Wohn- und Wirtschaftsgebäude | Zum Dorfplatz giebelständiges Vierständerhaus in Fachwerk mit Backsteinausfachung und unter Satteldach in Hohlpfannendeckung; Halbwalm am Wohngiebel. Errichtet 1870 (i).                                    | 30854203 | BW   |
| Nr. 6 (Saggrien) 53° 1′ 10″ N, 11° 1′ 17″ O | Scheune                      | Fachwerkbau mit Backsteinausfachung unter Satteldach mit Hohlpfannendeckung. Errichtet 1871 (i). | 36891107 | BW   |